# Ройтова, Зузана
Зузана Ройтова (чеш. Zuzana Roithová, в девичестве — Тумова (чеш. Tůmová); род. 30 января 1953, Прага, Чехословакия) — чешская врач и политик. С 2004 по 2014 год являлась депутатом Европарламента от Чехии.

## Образование и медицинская карьера
Зузана Тумова родилась 30 января 1953 года в Праге. Окончив среднюю школу, поступила в Карлов университет на факультет общей медицины и в 1978 году выпустилась из него со степенью бакалавра. В 1978—1979 годах работала врачом в больнице в Бероуне, с 1980 по 1985 годы — в университетской больнице Мотола в Праге, а позднее — в факультетском госпитале Виноград (с 1990 по 1998 годы занимала должность его директора). Параллельно с медицинской практикой в 1985 году окончила аспирантуру в области радиодиагностики.
В 1992 году Ройтова окончила управленческие курсы в сфере здравоохранения, организованные Уортонской школой бизнеса, Пенсильвания, США. С 1994 по 1997 годы обучалась в Университете Шеффилд Холлэм, Великобритания, где получила степень магистра в области бизнес-администрирования.

## Политическая карьера
В январе 1998 года Зузана Ройтова была назначена министром здравоохранения Чешской Республики при правительстве Йозефа Тошовского и занимала этот пост до июня, когда после состоявшихся парламентских выборов был сформирован новый кабинет министров.
В 1998 году Ройтова заняла пост сенатора от столичного округа Прага 10 при поддержке «Коалиции четырёх». В Сенате она занималась вопросами здравоохранения, социальной политики, а также являлась членом Комитета по евроинтеграции. В 1999 году вступила в партию «Христианско-демократический союз — Чехословацкая народная партия» и с 2001 по 2003 годы занимала пост её вице-председателя.
С 2004 года Зузана Ройтова представляла Чехию от Европейской народной партии, в которую входит «ХДС—ЧНП», в Европейском парламенте. В Европарламенте занималась вопросами внутреннего рынка и защиты прав потребителей. Ройтова стала одной из подписавшихся под Пражской декларацией о европейской совести и коммунизме, осуждающей коммунистические преступления. В июне 2009 года она защитила свой мандат ещё на 5 лет.
В 2013 году Зузана Ройтова стала одной из трёх женщин-кандидатов на пост президента Чехии. К ноябрю 2012 года она собрала в свою поддержку более 80 тысяч подписей граждан (при необходимых 50 тысячах), а в мае 2013 года заняла пост заместителя председателя «ХДС—ЧНП», которую и представляла на выборах. В первом туре с показателем 4,95 % (255 045 голосов) Ройтова заняла лишь 6-е место, что не позволило ей принять участие во втором туре.